# Regimiento de Caballería de Exploración 12
El Regimiento de Caballería de Exploración 12 "Dragones Coronel Zelaya" (RC Expl 12) fue una unidad de caballería del Ejército Argentino con asiento en la guarnición militar de Gualeguaychú, disuelta por resolución superior de 2021, y sustituida en el acto por el Escuadrón de Exploración de Caballería Blindado 2, subunidad independiente que conserva el mismo asiento de paz, y pertenece a la II Brigada Blindada.

## Historia
A lo largo de su historia estuvo en diferentes cuarteles, tuvo distintos nombres e inclusive perteneció a la Gendarmería Nacional Argentina.
En 1883 participó de la Conquista del Chaco comandada por el general de brigada Benjamín Victorica. En la Revolución de 1874 marchó a sojuzgar los rebeldes en Santiago del Estero y en la Revolución de 1880 reprimió en Capital Federal. En 1899, estuvo encuadrado en la División en el Chaco, comandada por el general de división Lorenzo Vintter.
En 1902 fue asignado al servicio de gendarmería y por decreto del 31 de enero de 1907 quedó disuelto.
En 1917 fue recreado en Salta adscrito a la V Brigada de Caballería, junto al Regimiento 5 de Caballería, dependiente de la 5.ª División de Ejército. En 1923 fue trasladado a Campo de los Andes, provincia de Mendoza, encuadrado en la IV Brigada, junto al C4 y C7, dependiente de la 4.ª División de Ejército.
El 8 de febrero de 1956 la superioridad le impuso el nombre histórico "Dragones Coronel Zelaya" en evocación al coronel de caballería Cornelio Zelaya, guerrero de la Independencia.
En la reestructuración del Ejército de 1964, quedó disuelto y sus fuerzas pasaron al Escuadrón de Exploración de Caballería Blindado 7 con asiento en Santo Tomé, provincia de Corrientes, elemento dependiente de la VII Brigada de Infantería, II Cuerpo de Ejército.
Fue establecido en Gualeguaychú en 1992 como Regimiento de Caballería de Tanques 12. En 2004 recibió el nombre de «Dragones Coronel Zelaya».
En 2013 el Estado Mayor General del Ejército cambió la función de la Unidad y, en consecuencia, el nombre. El Regimiento de Caballería de Tanques 12 (RC Tan 12) se convirtió en el Regimiento de Caballería de Exploración 12 (RC Expl 12).
Por resolución del 10 de diciembre de 2021, quedó disuelto el Regimiento de Caballería de Exploración 12, y dio alta el Escuadrón de Exploración de Caballería Blindado 2, subunidad independiente que conserva el mismo asiento de paz, y pertenece a la II Brigada Blindada.